# Leonardo Fabricio Soares da Costa
Leonardo Fabricio Soares da Costa (* 3. března 1986, Sao Jose dos Campos, Brazílie) je brazilský fotbalový záložník, kterého v České republice známe pod zkráceným jménem Léo, momentálně působící v týmu São Bernardo Futebol Clube.
S fotbalem začínal v rodné Brazílii, kde hrál do roku 2008 v klubu Santo André. V roce 2009 poprvé okusil atmosféru mužského fotbalu. Za klub Paulista Futebol Club odehrál 11 utkání a vstřelil 1 branku. Následně v létě téhož roku si ho vyhlédlo vedení brněnské Zbrojovky a pozvala si ho na testy, na kterých uspěl a podepsalo s ním smlouvu. Ovšem zde nepředvedl nejlepší výkony a brněnské vedení s ním po půl roce rozvázalo smlouvu. Po rozvázání smlouvy se po půlroční štaci v Evropě vrátil zpět do rodné Brazílie, kde se upsal klubu Linense. V průběhu sezóny 2011 přestoupil do klubu Itumbiara, který v tu dobu hrával 4. nejvyšší brazilskou celostátní soutěž. Zde vydržel jenom půl roku, poté přestoupil do klubu São Bernardo, kde působí dodnes.

## Klubové statistiky
Aktuální k datu : 18. červenec 2012
| Sezona | Klub         | Země     | Soutěž   | Zápasy | Góly |
| ------ | ------------ | -------- | -------- | ------ | ---- |
| 2009   | Paulista     | Brazílie | Série D  | 11     | 1    |
| 09/10  | 1. FC Brno   | Česko    | 1. liga  | 9      | 0    |
| 2010   | Linense      | Brazílie | Série A2 | 0      | 0    |
| 2011   | Linense      | Brazílie | Série A1 | 9      | 1    |
|        | Itumbiara    | Brazílie | Série D  | 3      | 0    |
| 2012   | São Bernardo | Brazílie | Série A1 | 0      | 0    |
|        | celkem       |          |          | 32     | 2    |